# Jewgeni Michailowitsch Nikischin
Jewgeni Michailowitsch Nikischin, russisch Евгений Михайлович Никишин (* 23. Juni 1945 in Pensa; † 17. Dezember 1986) war ein russischer Mathematiker, der sich mit Harmonischer Analysis befasste.

## Leben
Nikischin studierte an der Lomonossow-Universität mit der Promotion 1969 und forschte am Steklow-Institut, an dem er sich 1971 habilitierte (russischer Doktortitel bei Pjotr Lawrentjewitsch Uljanow, 1928–2006). Er war ab 1977 Professor an der Lomonossow-Universität. Er starb nach längerer schwerer Krankheit.
Er befasste sich mit Näherung durch Funktionensysteme, zum Beispiel Padé-Approximation. Nach ihm sind Nikishin-Systeme von Funktionen und der Satz von Nikishin und Stein benannt, eine von ihm 1970 gefundene Verallgemeinerung Faktorisierungssatzes von Stein. Er betrachtet auch rationale Approximation in der Zahlentheorie und behandelt sie zusammen mit rationalen Approximationen in Funktionenräumen in einer Monographie.
1973 erhielt er den Salem-Preis. 1972 erhielt er den Lenin-Komsomol-Preis. 1978 war er Invited Speaker auf dem Internationalen Mathematikerkongress in Helsinki (The Padé Approximants).

## Schriften
- mit Vladimir Nikolaevich Sorokin: Rational approximations and orthogonality, AMS 1991